# Сан Бастијано (Гросето)
Сан Бастијано је насеље у Италији у округу Гросето, региону Тоскана.
Према процени из 2011. у насељу је живело 30 становника. Насеље се налази на надморској висини од 760 м.